# Пірникоза Роланда
Пірникоза Роланда (Rollandia rolland) — вид водних птахів родини пірникозових (Podicipedidae).

## Етимологія
Вид названий на честь Томаса П'єра Ролланда, члена екіпажу корвету Уранія, який під командуванням капітана Луї де Фрейсіне вийшов у 1817 році у навколосвітню наукову експедицію. Під час плавання човен був сильно пошкоджений негодою біля мису Горн і був змушений пришвартуватися на Фолклендських островах на ремонт. Під час цієї зупинки Ролланд підстелив птаха, на основі якого згодом описано вид Rollandia rolland.

## Поширення
Вид поширений в південній частині Південної Америки південніше Перу. Трапляється на озерах, заболочених ставках, канавах та повільних потоках.

## Опис
Тіло завдовжки 33-36 см. Вага до 260 г. Верхня частина тіла чорна із зеленкуватим відливом. Нижня частина тіла коричнева з чорними плямами. На голові за очима є трикутна ділянка білого кольору. Очі фіолетово-червоні. Дзьоб чорний.

## Спосіб життя
Трапляється на водоймах і болотах, де є і відкриті ділянки, і ділянки із рослинністю. Живиться дрібною рибою та водними комахами. Сезон розмноження залежить від регіону. Гніздо облаштовує на острівці з очерету, який будує на мілководді. У кладці 2 яйця, інколи 3-4. Пташенята через тиждень після народження залишають гніздо.

## Підвиди
Включає три підвиди, при чому номінальний підвид поширений лише на Фолклендських островах:
- R. r. chilensis (Lesson, 1828) — від південного Перу до мису Горн.
- R. r. morrisoni (Simmons, 1962) — Центральне Перу.
- R. r. rolland (Quoy & Gaimard, 1824) — Фолклендські острови.